# Middletown (Connecticut)
Middletown és una ciutat del Comtat de Middlesex (Connecticut) dels Estats Units d'Amèrica.

## Demografia
Segons el cens del 2005 Middletown tenia 47.438 habitants.
Segons el cens del 2000, tenia 43.167 habitants, 18.554 habitatges, i 10.390 famílies. La densitat de població era de 407,5 habitants/km².
Per edats la població es repartia de la següent manera: un 0% tenia menys de 18 anys, un 8,3% entre 18 i 24, un 35,1% entre 25 i 44, un 21,5% de 45 a 60 i un 13,4% 65 anys o més.
L'edat mediana era de 36 anys. Per cada 100 dones de 18 o més anys hi havia 90,2 homes.
La renda mediana per habitatge era de 47.162 $ i la renda mediana per família de 60.845 $. Els homes tenien una renda mediana de 45.790 $ mentre que les dones 34.648 $. La renda per capita de la població era de 25.720 $. Aproximadament el 4,3% de les famílies i el 7,5% de la població estaven per davall del llindar de pobresa.

## Poblacions properes
El següent diagrama mostra les poblacions més properes.

## Fills il·lustres
- John Hasbrouck van Vleck (1899 - 1980) físic, Premi Nobel de Física de l'any 1977.